# Campsurus zunigae
Campsurus zunigae is een haft uit de familie Polymitarcyidae. De wetenschappelijke naam van de soort is voor het eerst geldig gepubliceerd in 2017 door Molineri en Salles. 